# Château du Waldeck
Le château du Waldeck est une ruine située sur la commune alsacienne de Leymen tout près de la frontière suisse.

## Historique
Le château appartient à la famille de Waldeck en 1149. 
Entre 1327 et 1342, il appartient à la famille Vitzum mais il est conquis par la ville de Bâle. 
Il est détruit partiellement par le séisme du 18 octobre 1356 à Bâle et n'est pas reconstruit,. 
En 1361, il est de nouveau la propriété des Vitzum qui l'ont reçu en fief des Habsbourg. 
En 1453 il est donné en fief aux Reich de Reichenstein qui le conservent jusqu'en 1648
En 1881, des fouilles sont entreprises mettant au jour de nombreux objets déposés au musée de Bâle.

## Édifice
Le château est situé sur un grand rocher calcaire de forme allongée, précédé d'un large et profond fossé. 